# Carbone 11
table
Le carbone 11, noté 11C, est l'isotope du carbone dont le nombre de masse est égal à 11 : son noyau atomique compte 6 protons et 5 neutrons avec un spin 3/2- pour une masse atomique de 11,011 432 6 g/mol. Il est caractérisé par un excès de masse de 10 649,4 keV et une énergie de liaison nucléaire par nucléon de 6 676,45 keV. Il s'agit d'un radioisotope qui donne du bore 11 par désintégration β+, et par capture électronique dans 0,19 à 0,23 % des cas, :
11
6C ⟶ 11
5B + e+ + νe + 0,96 MeV ;
11
6C + e− ⟶ 11
5B + e+ + 1,98 MeV.
On l'obtient par accélération de protons dans un cyclotron par la réaction :
14
7N + 1
1H ⟶ 11
6C + 4
2He.
Le carbone 11 est couramment utilisé comme radiotraceur en tomographie par émission de positrons. On le trouve par exemple dans des radioligands tels que 11C-WAY-100635 (en), 11C-kétansérine (en), 11C-DASB (en) pour le transporteur de la sérotonine, [11C]flumazénil pour récepteurs GABAA, ou encore [11C]raclopride pour les récepteurs de la dopamine D2 (en).